# Pelleport (Haute-Garonne)
Pour les articles homonymes, voir Pelleport.
Pelleport (Pelapòrc en occitan) est une commune française située dans le nord du département de la Haute-Garonne en région Occitanie.
Sur le plan historique et culturel, la commune est dans le pays de Rivière-Verdun, un petit pays d'élection de l'est de la Gascogne, à l'écart des grandes voies de communication, et s'étageant sur les terrasses de la rive gauche de la Garonne, entre la vallée de la Save et la Lomagne, et se prolongeant en Gascogne toulousaine. Exposée à un climat océanique altéré, elle est drainée par le ruisseau de Marguestaud, le ruisseau de Saint-Pierre, le ruisseau de fontarrieu et par divers autres petits cours d'eau.
Pelleport est une commune rurale qui compte 542 habitants en 2022, après avoir connu une forte hausse de la population depuis 1975. Elle fait partie de l'aire d'attraction de Toulouse. Ses habitants sont appelés les Pelleportiens ou  Pelleportiennes.

## Géographie

### Localisation
La commune de Pelleport se trouve dans le département de la Haute-Garonne, en région Occitanie.
Elle se situe à 30 km à vol d'oiseau de Toulouse, préfecture du département, et à 18 km de Léguevin, bureau centralisateur du canton de Léguevin dont dépend la commune depuis 2015 pour les élections départementales.
La commune fait en outre partie du bassin de vie de Cadours.
Les communes les plus proches sont : 
Drudas (2,2 km), Le Grès (2,2 km), Caubiac (3,7 km), Puysségur (4,5 km), Thil (4,6 km), Launac (5,2 km), Cadours (5,5 km), Garac (5,8 km).
Sur le plan historique et culturel, Pelleport fait partie du pays de Rivière-Verdun, un petit pays d'élection de l'est de la Gascogne sis à l'écart des grandes voies de communication. Ce territoire s'étage sur les terrasses de la rive gauche de la Garonne, entre la vallée de la Save et la Lomagne, et se prolonge plein est en Gascogne toulousaine.
Pelleport est limitrophe de six autres communes.
Les communes limitrophes sont  Cadours, Drudas, Launac, Le Grès, Puysségur et Thil.
| Drudas    |           | Launac |
| Puysségur | Pelleport |        |
| Cadours   | Le Grès   | Thil   |

### Relief et géologie
La superficie de la commune est de 1 038 hectares ; son altitude varie de 157  à   275 mètres.

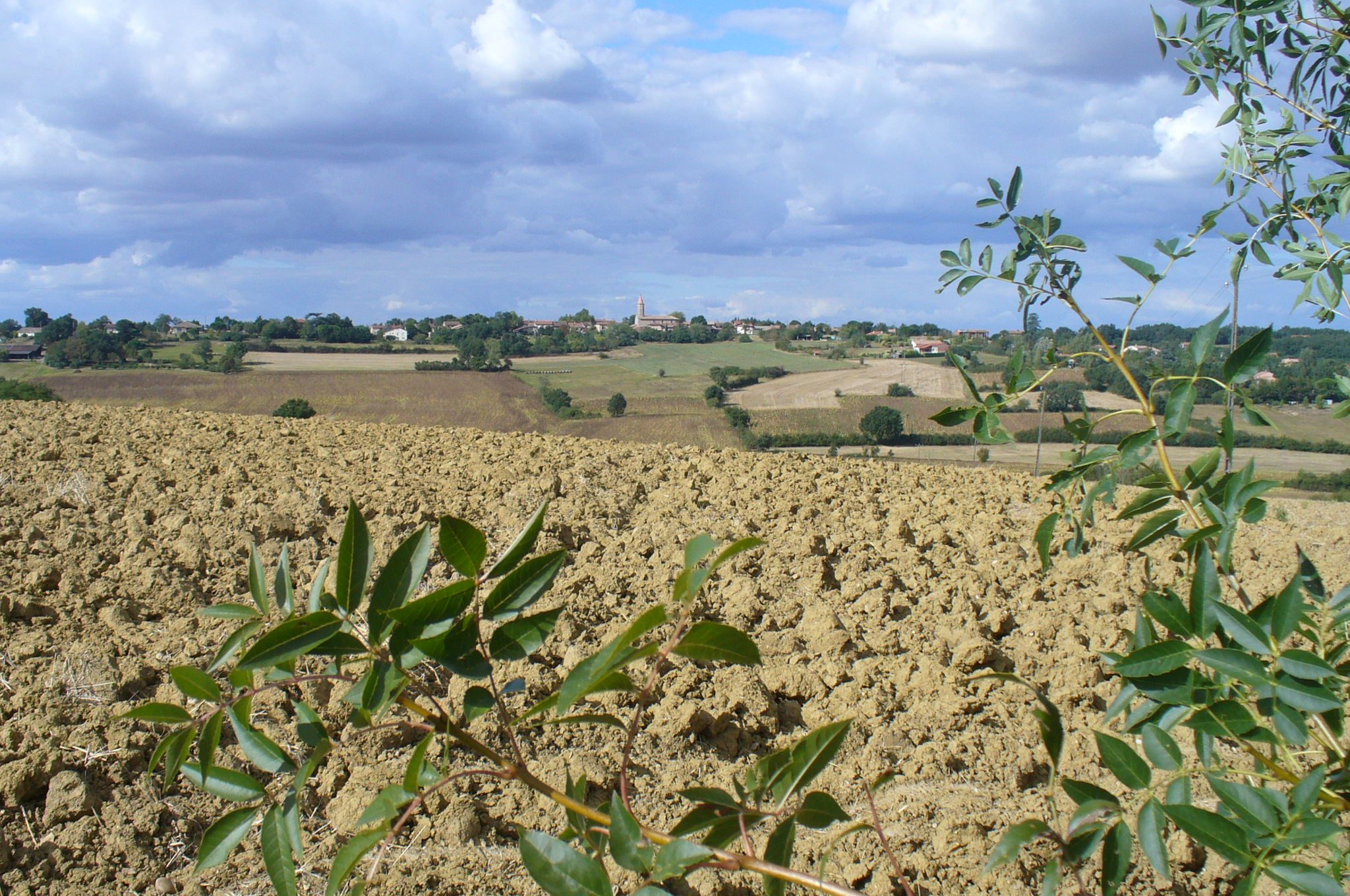
Pelleport (31) : vue du village depuis la campagne alentour

### Hydrographie

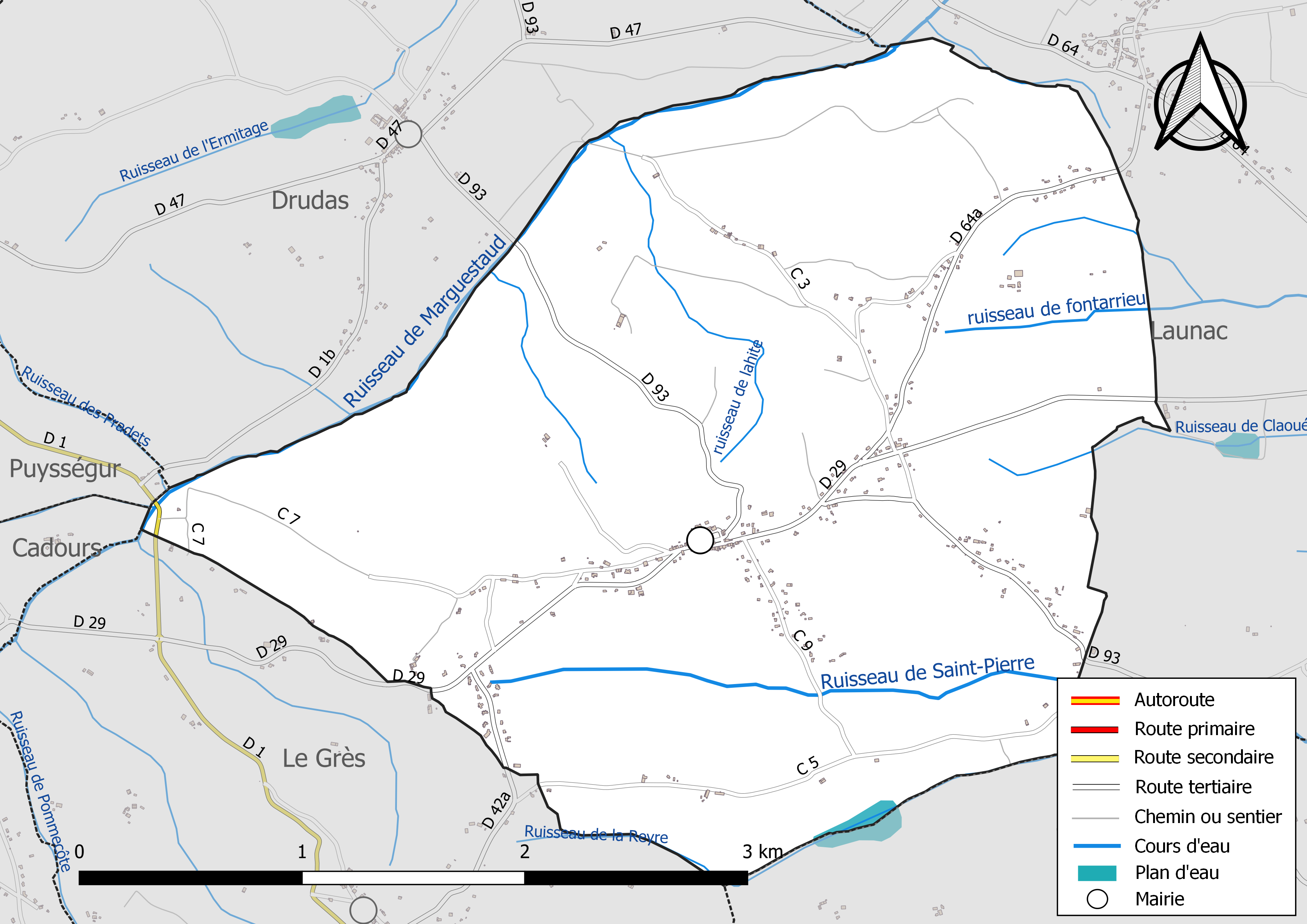
Réseaux hydrographique et routier de Pelleport.

La commune est dans le bassin de la Garonne, au sein du bassin hydrographique Adour-Garonne. Elle est drainée par le ruisseau de Marguestaud, le ruisseau de Saint-Pierre, le ruisseau de fontarrieu, le ruisseau de Claoué, le ruisseau de lahite, le ruisseau de la Pérengle, le ruisseau de la Reyre et par divers petits cours d'eau, constituant un réseau hydrographique de 12 km de longueur totale,.
Le ruisseau de Marguestaud, d'une longueur totale de 23,2 km, prend sa source dans la commune de Caubiac et s'écoule du sud-ouest vers le nord-est. Il traverse la commune et se jette dans la Garonne à Verdun-sur-Garonne (82), après avoir traversé 10 communes.
Le ruisseau de Saint-Pierre, d'une longueur totale de 20,8 km, prend sa source dans la commune et s'écoule du sud-ouest vers le nord-est. Il traverse la commune et se jette dans le ruisseau de Marguestaud à Aucamville (82), après avoir traversé 8 communes.

### Climat
Pour des articles plus généraux, voir Climat de l'Occitanie et Climat de la Haute-Garonne.
En 2010, le climat de la commune est de type climat du Bassin du Sud-Ouest, selon une étude s'appuyant sur une série de données couvrant la période 1971-2000. En 2020, Météo-France publie une typologie des climats de la France métropolitaine dans laquelle la commune est exposée à un climat océanique altéré et est dans la région climatique Aquitaine, Gascogne, caractérisée par une pluviométrie abondante au printemps, modérée en automne, un faible ensoleillement au printemps, un été chaud (19,5 °C), des vents faibles, des brouillards fréquents en automne et en hiver et des orages fréquents en été (15 à 20 jours).
Pour la période 1971-2000, la température annuelle moyenne est de 13,4 °C, avec une amplitude thermique annuelle de 15,6 °C. Le cumul annuel moyen de précipitations est de 734 mm, avec 10 jours de précipitations en janvier et 5,8 jours en juillet. Pour la période 1991-2020, la température moyenne annuelle observée sur la station météorologique la plus proche, située sur la commune de Blagnac à 25 km à vol d'oiseau, est de 14,2 °C et le cumul annuel moyen de précipitations est de 627,0 mm,. Pour l'avenir, les paramètres climatiques de la commune estimés pour 2050 selon différents scénarios d'émission de gaz à effet de serre sont consultables sur un site dédié publié par Météo-France en novembre 2022.

### Milieux naturels et biodiversité
Aucun espace naturel présentant un intérêt patrimonial n'est recensé sur la commune dans l'inventaire national du patrimoine naturel,,.

## Urbanisme

### Typologie
Au 1er janvier 2024, Pelleport est catégorisée commune rurale à habitat dispersé, selon la nouvelle grille communale de densité à sept niveaux définie par l'Insee en 2022.
Elle est située hors unité urbaine. Par ailleurs la commune fait partie de l'aire d'attraction de Toulouse, dont elle est une commune de la couronne,. Cette aire, qui regroupe 527 communes, est catégorisée dans les aires de 700 000 habitants ou plus (hors Paris),.

### Occupation des sols
L'occupation des sols de la commune, telle qu'elle ressort de la base de données européenne d’occupation biophysique des sols Corine Land Cover (CLC), est marquée par l'importance des territoires agricoles (94 % en 2018), en diminution par rapport à 1990 (97,5 %). La répartition détaillée en 2018 est la suivante : 
terres arables (58,8 %), zones agricoles hétérogènes (35,3 %), zones urbanisées (3,5 %), forêts (2,5 %). L'évolution de l’occupation des sols de la commune et de ses infrastructures peut être observée sur les différentes représentations cartographiques du territoire : la carte de Cassini (XVIIIe siècle), la carte d'état-major (1820-1866) et les cartes ou photos aériennes de l'IGN pour la période actuelle (1950 à aujourd'hui).

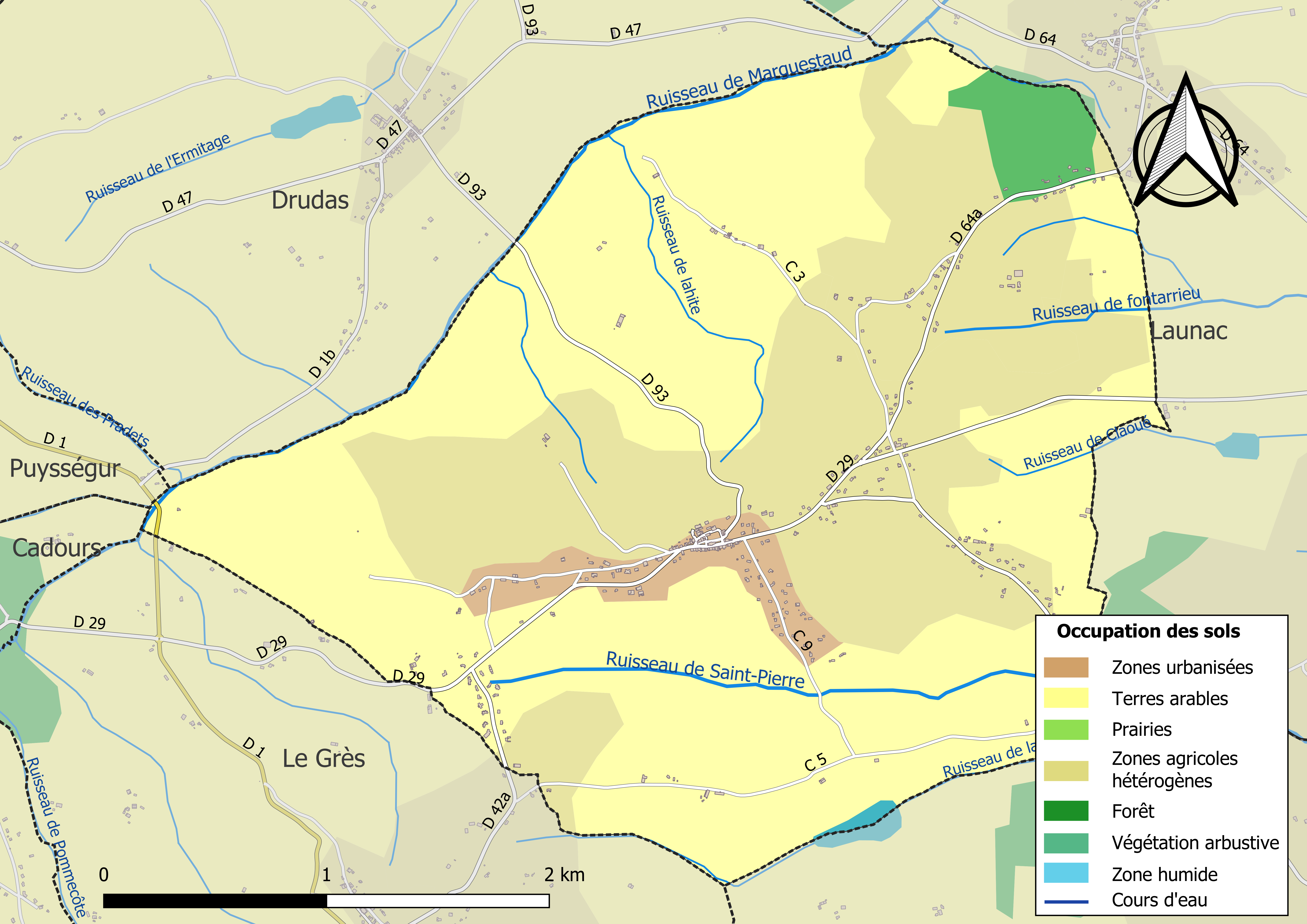
Carte des infrastructures et de l'occupation des sols de la commune en 2018 (CLC).

### Morphologie urbaine
La commune comprend un habitat dispersé.

### Logement
L'urbanisation croissante s'explique par la périurbanisation due à la proximité de Toulouse, Pelleport faisant partie de son aire urbaine.

### Voies de communication et transports
La ligne 326 du réseau Arc-en-Ciel relie le centre de la commune à la gare de Castelnau-d'Estrétefonds, en correspondance avec les TER Occitanie en direction de Toulouse-Matabiau, et la ligne 373 relie le centre de la commune à la gare routière de Toulouse depuis Cadours.

## Toponymie
Selon la tradition populaire, le toponyme Pelleport serait issu de l'occitan « pèla pòrc », c'est-à-dire le village où l'on « pèle le cochon ». Une autre hypothèse plus vraisemblable suggère que ce serait plutôt une déformation de l'occitan « pè del pòrt », ce qui signifie « en bas du col », littéralement Pied-du-Port.

## Histoire
Il existait au Moyen Âge une co-seigneurie éponyme.
En 1275, Pierre de La Fite est co-seigneur de Pelleporc. Les autres co-seigneurs sont en 1275 : Raymond et Bernard d'Aurianelle, chevaliers et Pons Barrière, ainsi que Bertrand Assalhit, damoiseaux.
En 1498, Bernard de la Fite est co-seigneur de Pelleporc.
Les armoiries de la famille de LA FITE de PELLEPORC sont : d'azur, au lion d'or couronné d'argent lampassé et armé de gueules à la bordure d'or chargée de 11 merlettes affrontées de sable.

## Politique et administration

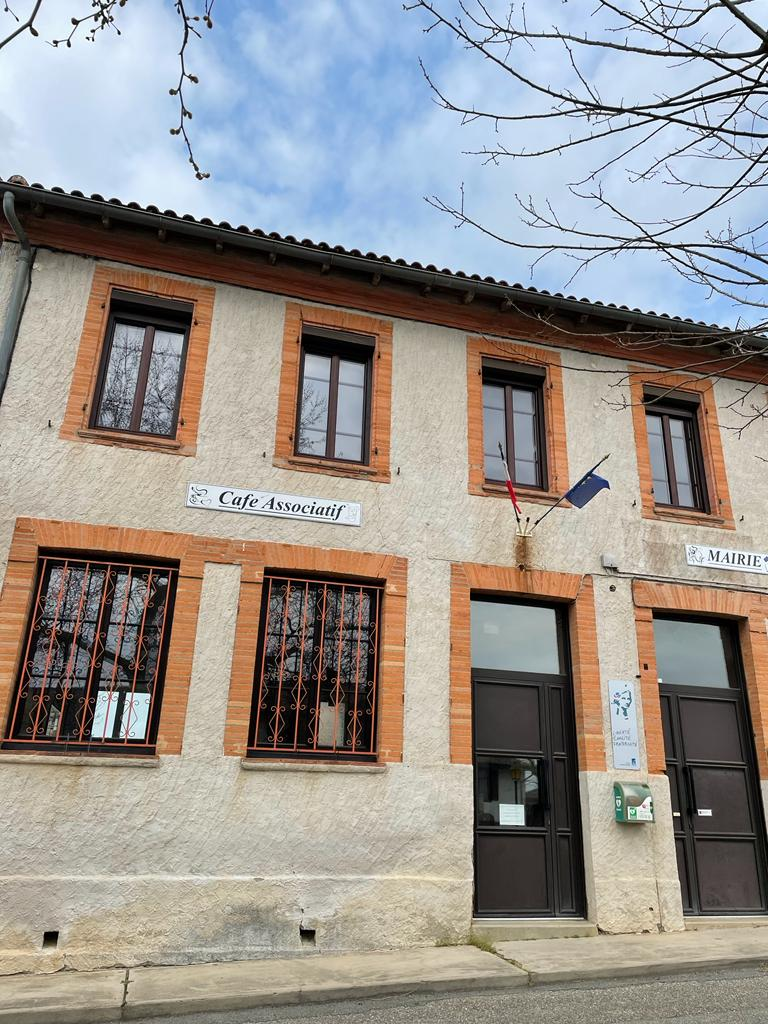

### Administration municipale
Le nombre d'habitants au recensement de 2017 étant compris entre 500 habitants et 1 499 habitants, le nombre de membres du conseil municipal pour l'élection de 2020 est de quinze,.

### Rattachements administratifs et électoraux
Commune faisant partie de la sixième circonscription de la Haute-Garonne, de la communauté de communes des Hauts Tolosans et du canton de Léguevin (avant le redécoupage départemental de 2014, Pelleport faisait partie de l'ex-canton de Cadours) et avant le 1er janvier 2017 de la communauté de communes des Coteaux de Cadours.

### Liste des maires
| Période                                  | Période  | Identité        | Étiquette | Qualité |
| ---------------------------------------- | -------- | --------------- | --------- | ------- |
| mars 2001                                | 2008     | André Cazalens  |           |         |
| mars 2008                                | 2014     | Ange Pardo      |           |         |
| mars 2014                                | 2020     | Serge Bagur     | SE        | Artisan |
| mars 2020                                | En cours | Philippe Lasuye |           |         |
| Les données manquantes sont à compléter. |          |                 |           |         |

## Population et société

### Démographie
L'évolution du nombre d'habitants est connue à travers les recensements de la population effectués dans la commune depuis 1793. Pour les communes de moins de 10 000 habitants, une enquête de recensement portant sur toute la population est réalisée tous les cinq ans, les populations de référence des années intermédiaires étant quant à elles estimées par interpolation ou extrapolation. Pour la commune, le premier recensement exhaustif entrant dans le cadre du nouveau dispositif a été réalisé en 2006.

En 2022, la commune comptait 542 habitants, en évolution de +4,84 % par rapport à 2016 (Haute-Garonne : +8,02 %, France hors Mayotte : +2,11 %).
| 1793 | 1800 | 1806 | 1821 | 1831 | 1836 | 1841 | 1846 | 1851 |
| ---- | ---- | ---- | ---- | ---- | ---- | ---- | ---- | ---- |
| 192  | 448  | 458  | 466  | 528  | 540  | 553  | 507  | 523  |

| 1856 | 1861 | 1866 | 1872 | 1876 | 1881 | 1886 | 1891 | 1896 |
| ---- | ---- | ---- | ---- | ---- | ---- | ---- | ---- | ---- |
| 497  | 460  | 500  | 474  | 429  | 393  | 362  | 343  | 325  |

| 1901 | 1906 | 1911 | 1921 | 1926 | 1931 | 1936 | 1946 | 1954 |
| ---- | ---- | ---- | ---- | ---- | ---- | ---- | ---- | ---- |
| 324  | 321  | 288  | 249  | 240  | 248  | 261  | 227  | 230  |

| 1962 | 1968 | 1975 | 1982 | 1990 | 1999 | 2006 | 2011 | 2016 |
| ---- | ---- | ---- | ---- | ---- | ---- | ---- | ---- | ---- |
| 190  | 176  | 163  | 221  | 310  | 344  | 459  | 525  | 517  |

| 2021 | 2022 | - | - | - | - | - | - | - |
| ---- | ---- | - | - | - | - | - | - | - |
| 531  | 542  | - | - | - | - | - | - | - |

| selon la population municipale des années : | 1968 | 1975 | 1982 | 1990 | 1999 | 2006 | 2009 | 2013 |
| Rang de la commune dans le département      | 365  | 384  | 343  | 264  | 268  | 234  | 232  | 227  |
| Nombre de communes du département           | 592  | 582  | 586  | 588  | 588  | 588  | 589  | 589  |

### Enseignement
Pelleport fait partie de l'académie de Toulouse.
L'éducation est assurée sur la commune par un groupe scolaire : maternelle et primaire.

### Culture et festivité
City Park, vide-grenier, fête locale (le premier week-end de juin), salle des fêtes.

### Activités sportives
Gymnastique volontaire, chasse, pétanque, randonnée pédestre.

### Écologie et recyclage
La collecte et le traitement des déchets des ménages et des déchets assimilés ainsi que la protection et la mise en valeur de l'environnement se font dans le cadre de la communauté de communes des Coteaux de Cadours.
Une déchetterie est présente sur la commune de Cadours.

## Économie

### Revenus
En 2018  (données Insee publiées en septembre 2021), la commune compte 205 ménages fiscaux, regroupant 522 personnes. La médiane du revenu disponible par unité de consommation est de 23 550 € (23 140 € dans le département).

### Emploi
|                | 2008  | 2013  | 2018  |
| -------------- | ----- | ----- | ----- |
| Commune        | 6,4 % | 8,3 % | 8,6 % |
| Département    | 7,7 % | 9,6 % | 9,3 % |
| France entière | 8,3 % | 10 %  | 10 %  |

En 2018, la population âgée de 15 à 64 ans s'élève à 348 personnes, parmi lesquelles on compte 78,4 % d'actifs (69,8 % ayant un emploi et 8,6 % de chômeurs) et 21,6 % d'inactifs,. Depuis 2008, le taux de chômage communal (au sens du recensement) des 15-64 ans est inférieur à celui de la France et du département.
La commune fait partie de la couronne de l'aire d'attraction de Toulouse, du fait qu'au moins 15 % des actifs travaillent dans le pôle,. Elle compte 53 emplois en 2018, contre 52 en 2013 et 33 en 2008. Le nombre d'actifs ayant un emploi résidant dans la commune est de 243, soit un indicateur de concentration d'emploi de 21,7 % et un taux d'activité parmi les 15 ans ou plus de 65 %.
Sur ces 243 actifs de 15 ans ou plus ayant un emploi, 35 travaillent dans la commune, soit 14 % des habitants. Pour se rendre au travail, 96 % des habitants utilisent un véhicule personnel ou de fonction à quatre roues, 0,4 % les transports en commun, 0,4 % s'y rendent en deux-roues, à vélo ou à pied et 3,2 % n'ont pas besoin de transport (travail au domicile).

### Activités hors agriculture
31 établissements sont implantés  à Pelleport au 31 décembre 2019. Le tableau ci-dessous en détaille le nombre par secteur d'activité et compare les ratios avec ceux du département,.
| Secteur d'activité                                                                                        | Commune | Commune | Département |
| Secteur d'activité                                                                                        | Nombre  | %       | %           |
| --- | ------- | ------- | ----------- |
| Ensemble                                                                                                  | 31      |         |             |
| Industrie manufacturière, industries extractives et autres                                                | 4       | 12,9 %  | (5,7 %)     |
| Construction                                                                                              | 7       | 22,6 %  | (12 %)      |
| Commerce de gros et de détail, transports, hébergement et restauration                                    | 3       | 9,7 %   | (25,9 %)    |
| Information et communication                                                                              | 1       | 3,2 %   | (4,1 %)     |
| Activités financières et d'assurance                                                                      | 2       | 6,5 %   | (3,8 %)     |
| Activités immobilières                                                                                    | 2       | 6,5 %   | (4,2 %)     |
| Activités spécialisées, scientifiques et techniques et activités de services administratifs et de soutien | 8       | 25,8 %  | (19,8 %)    |
| Autres activités de services                                                                              | 4       | 12,9 %  | (7,9 %)     |

Le secteur des activités spécialisées, scientifiques et techniques et des activités de services administratifs et de soutien est prépondérant sur la commune puisqu'il représente 25,8 % du nombre total d'établissements de la commune (8 sur les 31 entreprises implantées  à Pelleport), contre 19,8 % au niveau départemental.

### Agriculture
La commune est dans les « Coteaux du Gers », une petite région agricole occupant une partie nord-ouest du département de la Haute-Garonne, caractérisée par une succession de coteaux peu accidentés, les surfaces cultivées étant entièrement dévolues aux grandes cultures. En 2020, l'orientation technico-économique de l'agriculture  sur la commune est la culture de céréales et/ou d'oléoprotéagineuses.
|               | 1988 | 2000 | 2010 | 2020 |
| ------------- | ---- | ---- | ---- | ---- |
| Exploitations | 26   | 15   | 11   | 14   |
| SAU (ha)      | 872  | 717  | 430  | 552  |

Le nombre d'exploitations agricoles en activité et ayant leur siège dans la commune est passé de 26 lors du recensement agricole de 1988  à 15 en 2000 puis à 11 en 2010 et enfin à 14 en 2020, soit une baisse de 46 % en 32 ans. Le même mouvement est observé à l'échelle du département qui a perdu pendant cette période 57 % de ses exploitations,. La surface agricole utilisée sur la commune a également diminué, passant de 872 ha en 1988 à 552 ha en 2020. Parallèlement la surface agricole utilisée moyenne par exploitation a augmenté, passant de 34 à 39 ha.

## Culture locale et patrimoine

### Lieux et monuments
- "Le Pont Romain" : ancien pont de brique sur le ruisseau du Marguestaud. Il est situé au nord-ouest de la commune, face à l'endroit où le chemin dit "du Pont Romain" fait un angle aigu. A cet endroit, le ruisseau du Marguestaud fait office de limite avec la commune de Drudas au nord. C'est un pont large et solide, mais il est à l'abandon, des arbustes poussent dessus et une partie de son parement en briques a déjà été emporté par les eaux, sous l'arche côté nord, surtout (Drudas). Question : de quand date-t-il ?
- l'église Notre-Dame
- le monument aux morts
- la chapelle Saint-Pé
- L'école "Les Merlettes"

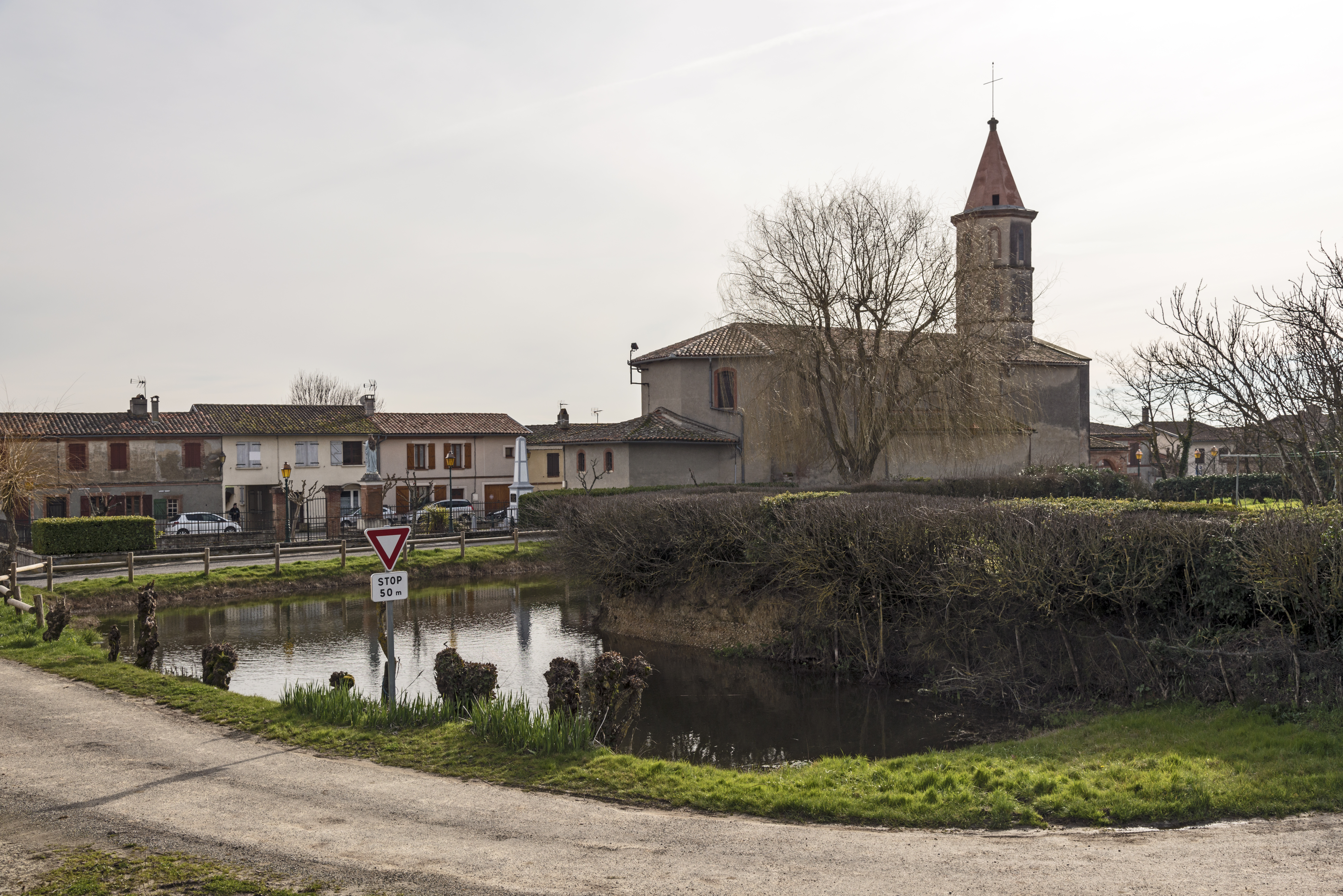
Eglise Notre-Dame vue depuis la mare de l'ancien château
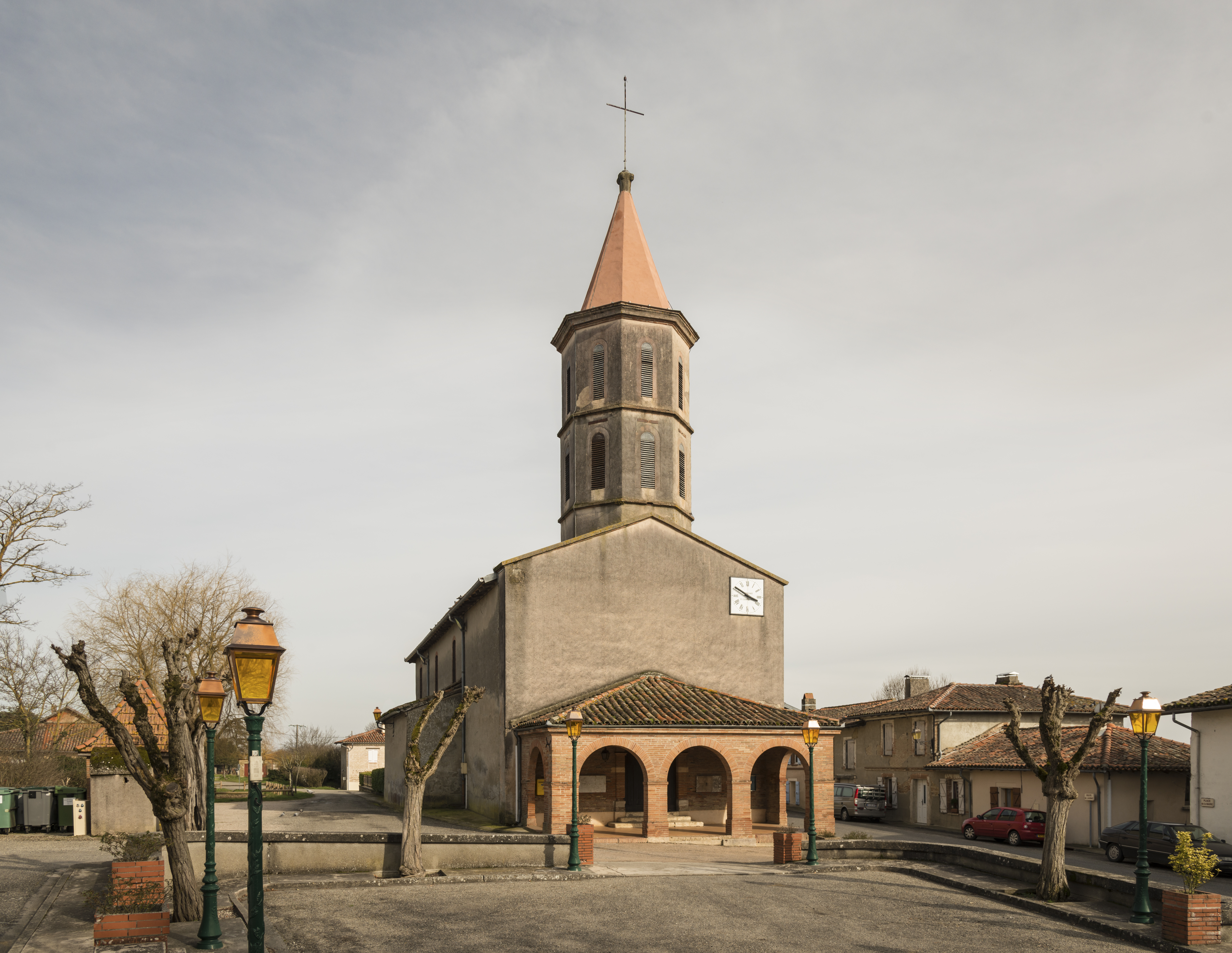
La rue principale et l'église Notre-Dame
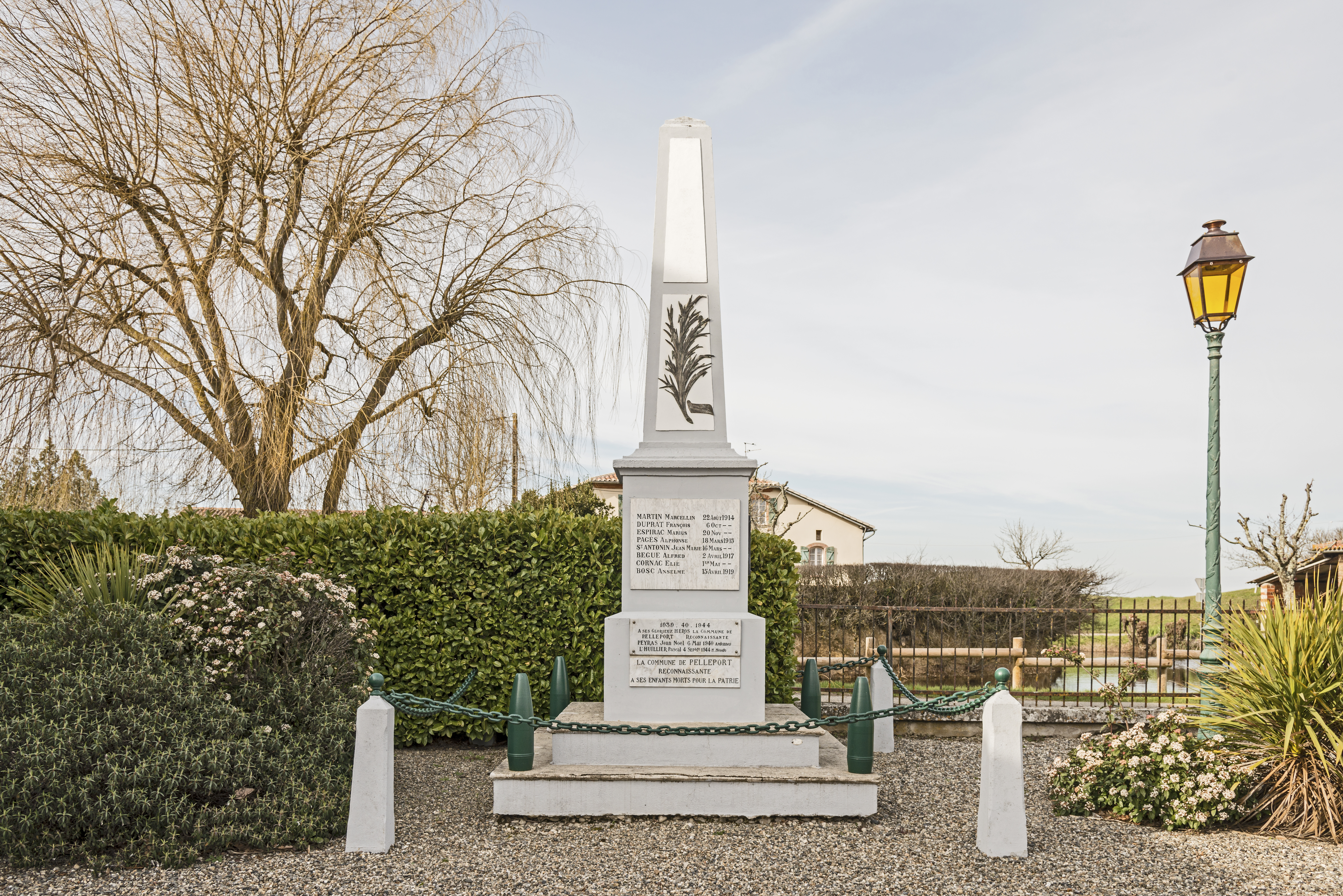
Le monument aux morts
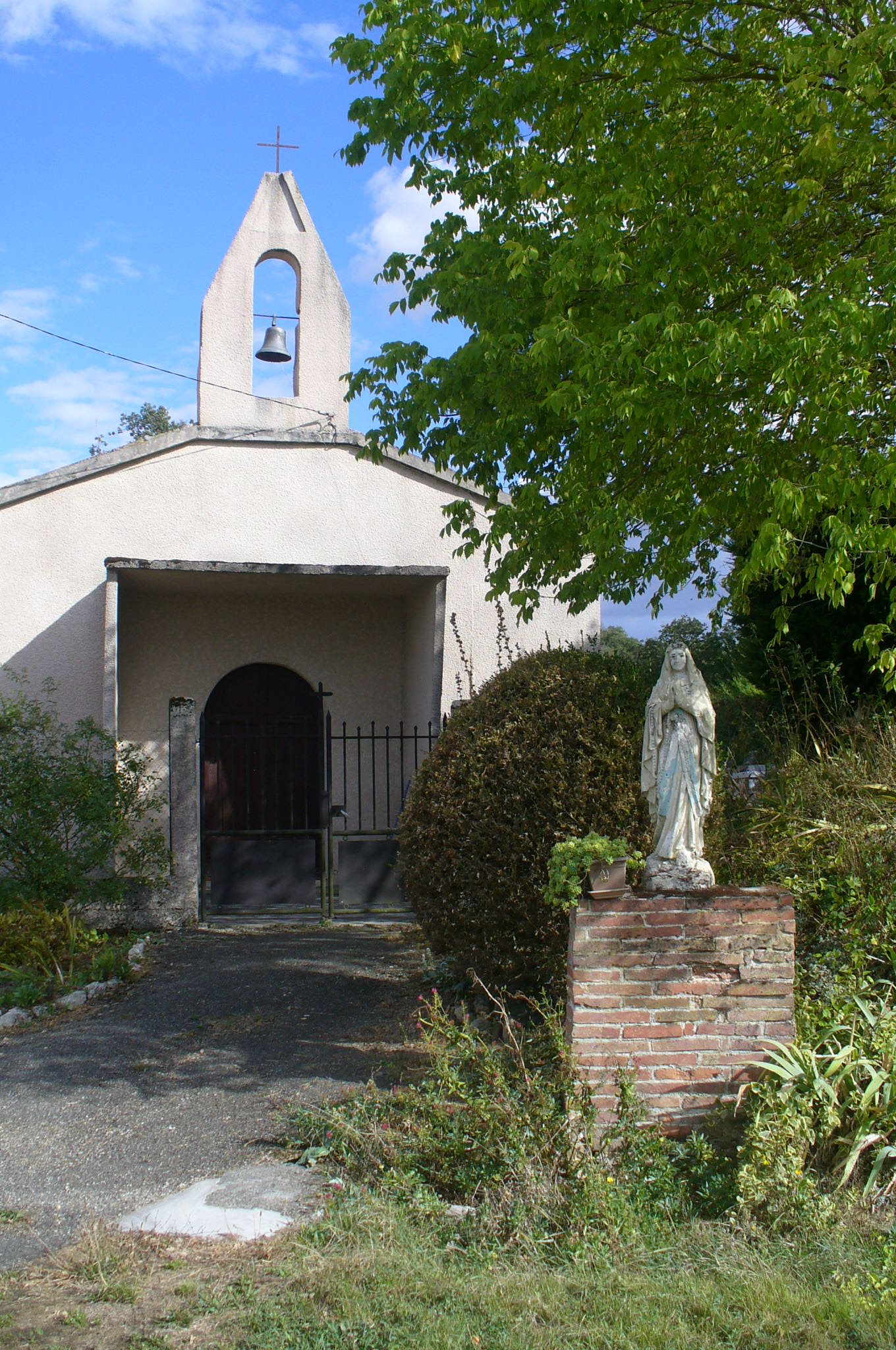
La chapelle Saint-Pé
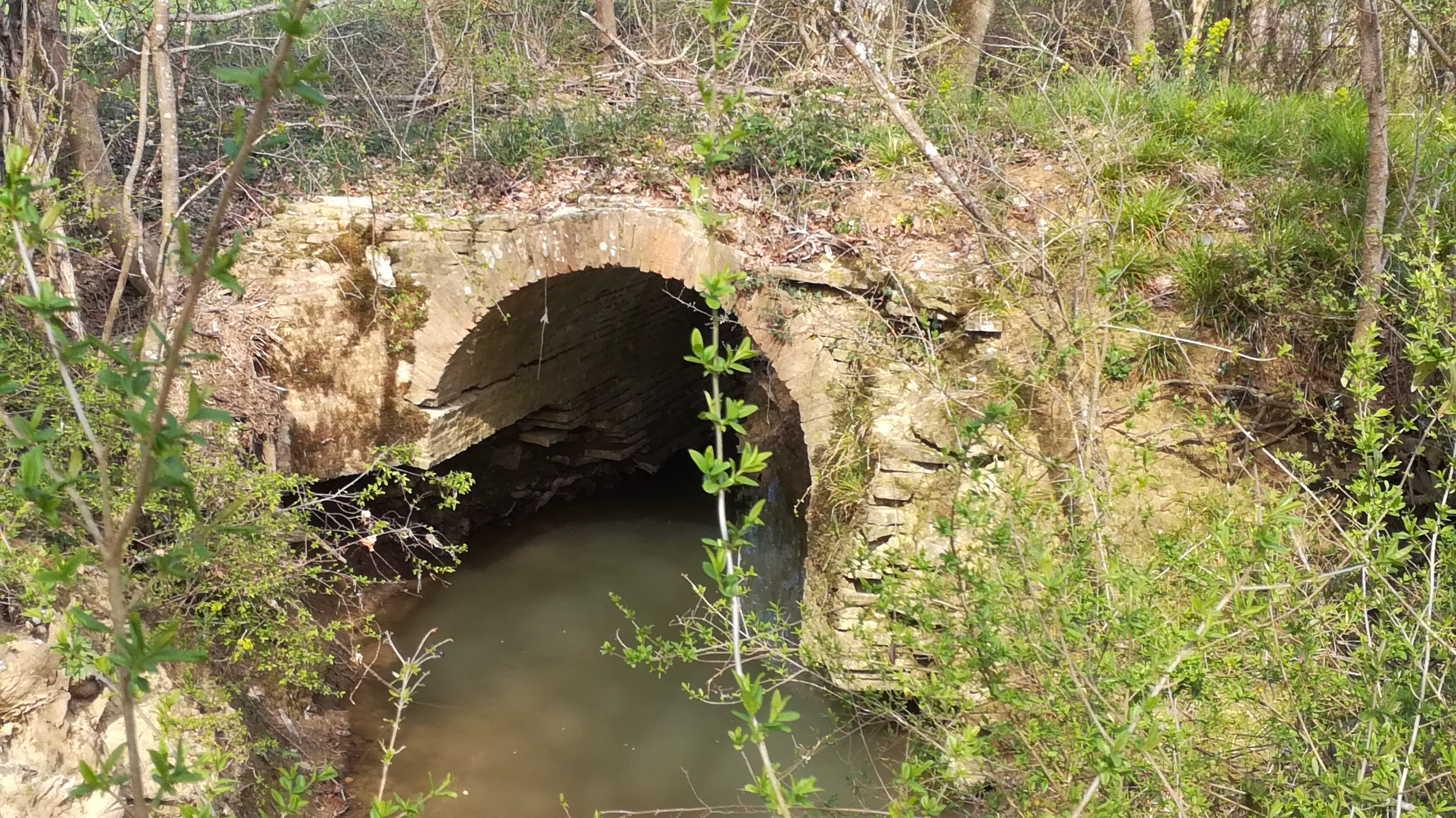
Le pont Romain du Marguestaud Briques manquantes sous l'arche, sur une bonne hauteur...

### Personnalités liées à la commune
- Jean-Gilles Porte

### Héraldique
| Blason de Pelleport | Blason  | De gueules au lion d'or ; à la bordure cousue d'azur chargée de douze merlettes d'argent. |
| Blason de Pelleport | Détails | Le statut officiel du blason reste à déterminer.                                          |

## Pour approfondir

#### Site de l'Insee

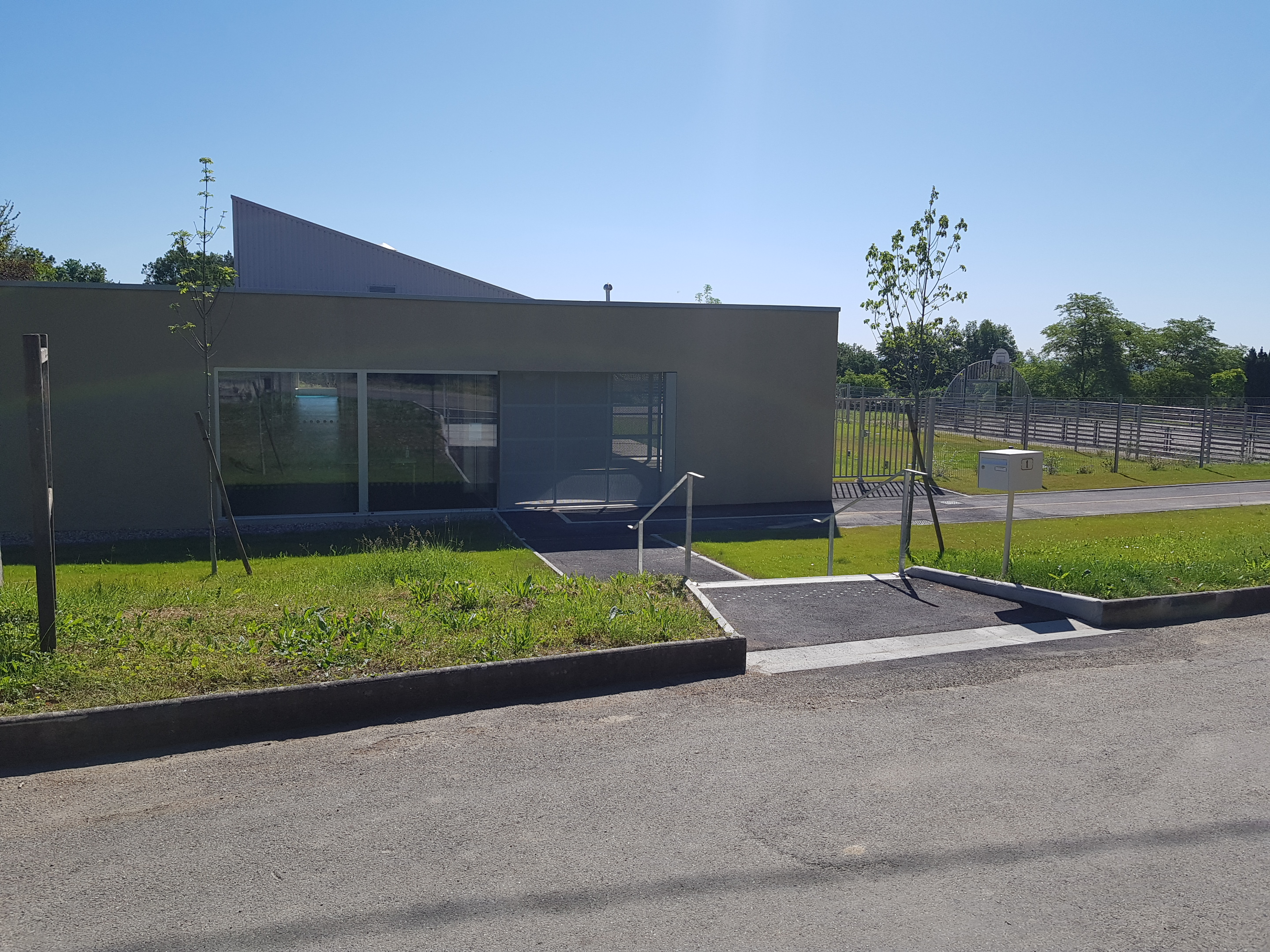
Ecole "Les Merlettes"

1. 1 2 3 4 5 6  Insee, « Métadonnées de la commune de Pelleport (Haute-Garonne) ».
2. ↑  « La grille communale de densité », sur insee,fr, 28 mai 2024 (consulté le 27 juin 2024).
3. ↑  « Liste des communes composant l'aire d'attraction de Toulouse », sur insee.fr (consulté le 27 juin 2024).
4. ↑  Marie-Pierre de Bellefon, Pascal Eusebio, Jocelyn Forest, Olivier Pégaz-Blanc et Raymond Warnod (Insee), « En France, neuf personnes sur dix vivent dans l’aire d’attraction d’une ville », sur insee.fr, 21 octobre 2020 (consulté le 27 juin 2024).
5. ↑  « REV T1 - Ménages fiscaux de l'année 2018 à Pelleport » (consulté le 2 février 2022).
6. ↑  « REV T1 - Ménages fiscaux de l'année 2018 dans la Haute-Garonne » (consulté le 2 février 2022).
7. 1 2  « Emp T1 - Population de 15 à 64 ans par type d'activité en 2018 à Pelleport » (consulté le 2 février 2022).
8. ↑  « Emp T1 - Population de 15 à 64 ans par type d'activité en 2018 dans la Haute-Garonne » (consulté le 2 février 2022).
9. ↑  « Emp T1 - Population de 15 à 64 ans par type d'activité en 2018 dans la France entière » (consulté le 2 février 2022).
10. ↑  « Base des aires d'attraction des villes 2020 », sur site de l'Insee (consulté le 10 avril 2021).
11. ↑  « Emp T5 - Emploi et activité en 2018 à Pelleport » (consulté le 2 février 2022).
12. ↑  « ACT T4 - Lieu de travail des actifs de 15 ans ou plus ayant un emploi qui résident dans la commune en 2018 » (consulté le 2 février 2022).
13. ↑  « ACT G2 - Part des moyens de transport utilisés pour se rendre au travail en 2018 » (consulté le 2 février 2022).
14. ↑  « DEN T5 - Nombre d'établissements par secteur d'activité au 31 décembre 2019 à Pelleport » (consulté le 12 février 2022).
15. ↑  « DEN T5 - Nombre d'établissements par secteur d'activité au 31 décembre 2019 dans la Haute-Garonne » (consulté le 12 février 2022).

#### Autres sources
1. ↑  Stephan Georg, « Distance entre Pelleport et Toulouse », sur fr.distance.to (consulté le 24 août 2021).
2. ↑  
Stephan Georg, « Distance entre Pelleport et Léguevin », sur fr.distance.to (consulté le 24 août 2021).
3. ↑  « Communes les plus proches de Pelleport », sur villorama.com (consulté le 24 août 2021).
4. ↑  Frédéric Zégierman, Le guide des pays de France - Sud, Paris, Fayard, avril 1999 (ISBN 2-213-59961-0), p. 364-365.
5. ↑  Carte IGN sous Géoportail
6. ↑  Répertoire géographique des communes, publié par l'Institut national de l'information géographique et forestière, [lire en ligne].
7. ↑  « Le réseau hydrographique du bassin Adour-Garonne. » [PDF], sur draaf.occitanie.agriculture.gouv.fr (consulté le 5 novembre 2021).
8. ↑  « Fiche communale de Pelleport », sur le système d'information pour la gestion des eaux souterraines en Occitanie (consulté le 5 novembre 2021).
9. ↑  Sandre, « le ruisseau de Marguestaud »
10. ↑  Sandre, « le ruisseau de Saint-Pierre »
11. 1 2  Daniel Joly, Thierry Brossard, Hervé Cardot, Jean Cavailhes, Mohamed Hilal et Pierre Wavresky, « Les types de climats en France, une construction spatiale », Cybergéo, revue européenne de géographie - European Journal of Geography, no 501,‎ 18 juin 2010 (DOI 10.4000/cybergeo.23155, lire en ligne, consulté le 21 novembre 2023)
12. ↑  « Zonages climatiques en France métropolitaine. », sur pluiesextremes.meteo.fr (consulté le 21 novembre 2023).
13. ↑  « Orthodromie entre Pelleport et Blagnac », sur fr.distance.to (consulté le 21 novembre 2023).
14. ↑  « Station Météo-France « Toulouse-Blagnac » (commune de Blagnac) - fiche climatologique - période 1991-2020 », sur donneespubliques.meteofrance.fr (consulté le 21 novembre 2023).
15. ↑  « Station Météo-France « Toulouse-Blagnac » (commune de Blagnac) - fiche de métadonnées. », sur donneespubliques.meteofrance.fr (consulté le 21 novembre 2023).
16. ↑  « Climadiag Commune : diagnostiquez les enjeux climatiques de votre collectivité. », sur meteofrance.fr, novembre 2022 (consulté le 21 novembre 2023).
17. ↑  « Liste des zones Natura 2000 de la commune de Pelleport », sur le site de l'Inventaire national du patrimoine naturel (consulté le 29 août 2021).
18. ↑  « Liste des ZNIEFF de la commune de Pelleport », sur le site de l'Inventaire national du patrimoine naturel (consulté le 29 août 2021).
19. ↑  « Liste des espaces protégés sur la commune de Pelleport », sur le site de l'Inventaire national du patrimoine naturel (consulté le 29 août 2021).
20. ↑  « CORINE Land Cover (CLC) - Répartition des superficies en 15 postes d'occupation des sols (métropole). », sur le site des données et études statistiques du ministère de la Transition écologique. (consulté le 14 avril 2021).
21. ↑  art L. 2121-2 du code général des collectivités territoriales.
22. ↑  « Résultats des élections municipales et communautaires 2020 », sur interieur.gouv.fr (consulté le 19 octobre 2020).

 https://www.mairie-pelleport31.fr/fr/la-mairie/le-conseil-municipal.html
23. ↑  L'organisation du recensement, sur insee.fr.
24. ↑  Calendrier départemental des recensements, sur insee.fr.
25. ↑  Des villages de Cassini aux communes d'aujourd'hui sur le site de l'École des hautes études en sciences sociales.
26. ↑  Fiches Insee - Populations de référence de la commune pour les années 2006, 2007, 2008, 2009, 2010, 2011, 2012, 2013, 2014, 2015, 2016, 2017, 2018, 2019, 2020, 2021 et 2022.
27. 1 2 3 4 5  INSEE, « Population selon le sexe et l'âge quinquennal de 1968 à 2012 (1990 à 2012 pour les DOM) », sur insee.fr, 15 octobre 2015 (consulté le 10 janvier 2016).
28. ↑  INSEE, « Populations légales 2006 des départements et des collectivités d'outre-mer », sur insee.fr, 1er janvier 2009 (consulté le 8 janvier 2016).
29. ↑  INSEE, « Populations légales 2009 des départements et des collectivités d'outre-mer », sur insee.fr, 1er janvier 2012 (consulté le 8 janvier 2016).
30. ↑  INSEE, « Populations légales 2013 des départements et des collectivités d'outre-mer », sur insee.fr, 1er janvier 2016 (consulté le 8 janvier 2016).
31. ↑  « Vacances scolaires 2023-2024 », sur mairie-pelleport31.fr, 15 juillet 2020 (consulté le 13 avril 2023).
32. ↑  « http://www.coteauxcadours31.fr/fr/environnement/environnement.html »(Archive.org • Wikiwix • Archive.is • Google • Que faire ?)
33. ↑  « http://www.coteauxcadours31.fr/fr/environnement/dechetterie-de-cadours.html »(Archive.org • Wikiwix • Archive.is • Google • Que faire ?)
34. ↑  « Les régions agricoles (RA), petites régions agricoles(PRA) - Année de référence : 2017 », sur agreste.agriculture.gouv.fr (consulté le 12 février 2022).
35. ↑  Présentation des premiers résultats du recensement agricole 2020, Ministère de l’agriculture et de l’alimentation, 10 décembre 2021
36. 1 2  « Fiche de recensement agricole - Exploitations ayant leur siège dans la commune de Pelleport - Données générales », sur recensement-agricole.agriculture.gouv.fr (consulté le 12 février 2022).
37. ↑  « Fiche de recensement agricole - Exploitations ayant leur siège dans le département de la Haute-Garonne » (consulté le 12 février 2022).